# Взятие Гуниба
Взятие Гуни́ба — эпизод Кавказской войны; военная операция, проведённая с 9 по 25 августа 1859 года Отдельным Кавказским корпусом Русской императорской армии генерал-адъютанта А. И. Барятинского против остатков вооружённых формирований Северо-Кавказского имамата. Основной замысел военного похода заключался в блокаде и последующем штурме ставки имама Шамиля в ауле Гуниб на одноимённом горном плато в Дагестане.
К лету 1859 года, Шамиль, осознав всю бесперспективность своего дальнейшего сопротивления русскому экспедиционному корпусу, всё же решил защищаться до последнего, избрав для этого труднодоступную местность Горного Дагестана. Выбор его пал на Гуниб-Даг, куда он и отправился с небольшим отрядом всё ещё верных ему мюридов.

## Обстановка накануне сражения
Окончание Крымской войны дала возможность императору Александру II выставить на борьбу с Шамилем значительные силы. Новый главнокомандующий генерал Александр Барятинский начал сжимать кольцо блокады вокруг имамата. В апреле 1859 года русскими регулярными частями была захвачена резиденция Шамиля — Ведено. К середине июня 1859 года были ликвидированы практически все центры сопротивления на территории Чечни. Шамиль с 400 верными мюридами вынужден был спешно отойти в дагестанский аул Гуниб.
По свидетельству русского военного историка, генерал-майора Ростислава Фадеева — местное население горного Дагестана, уставшее от многолетних войн и лишений, с воодушевлением и надеждой на мирную и спокойную жизнь встречало русские экспедиционные войска.
В своей книге «Исторiя Апшеронскаго полка 1700—1892», изданной в 1892 году в Санкт-Петербурге, русский историк Л. А. Богуславский отмечал:

Видя полную измену незадолго пред тем безусловно преданных жителей и надежных своих сподвижников, и встречая недоброжелательство со стороны народа, Шамиль ясно сознал, что наступил конец его владычеству, и что, при существующем положении дел, ему не воскресить событий прошлых годов.— Л. Богуславский «История Апшеронского полка ».
Биограф и зять Шамиля Абдурахман из Газикумуха в своей «Книге воспоминаний» посвятил отдельную главу переходу отряда имама на Гуниб. В ней он подробно описывает переход, сетуя на «небывалые трудности, грабежи и нападения дагестанцев».

## Осада и штурм Гуниба (9—25 августа 1859)

### Место битвы

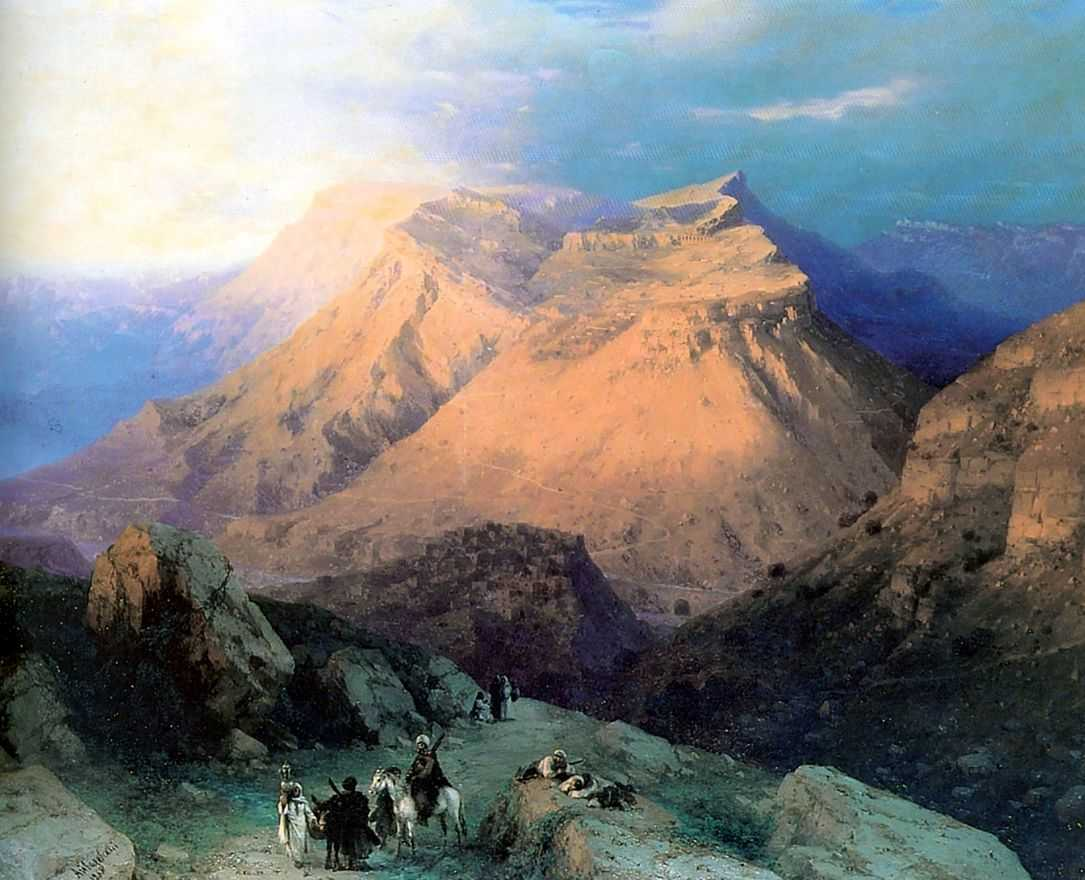
И. К. Айвазовский: «Аул Гуниб в Дагестане» (1869). Вид с Кегерских высот, где во время осады Гуниба располагался командный пункт русской армии.

Гора Гуниб представляет собой природную крепость. Возвышающаяся над окружающими ущельями на 200—400 метров, она имеет на большей части периметра практически отвесные в верхней своей части склоны. Простирающаяся с востока на запад на 8 километров и с севера на юг до 3 километров, она значительно суживается и понижается к восточной части. Вершина горы представляет собой продольную ложбину, вдоль которой протекает ручей, в восточной части плато падающий вниз, к реке Каракойсу, несколькими водопадами с высоты десятков метров. Во времена кавказской войны в долине на вершине горы были небольшие поля, луга и рощи, в том числе берёзовая, что для Кавказа редкость. Селение Гуниб, где поселился Шамиль, располагалось в самой восточной оконечности горы. Единственный путь к аулу и на вершину плато — крутая тропа, поднимавшаяся от Каракойсу вдоль ручья на восточную наиболее пологую часть горы.
Хотя гора Гуниб и являлась серьёзным природным укреплением, не следует переоценивать её неприступность в условиях, сложившихся к августу 1859 года. При наличии у Шамиля нескольких тысяч воинов и нескольких месяцев на укрепление позиции, он, возможно, сумел бы превратить Гуниб в действительно неприступную цитадель. Но у него не было ни того, ни другого. Тем не менее защитники Гуниба укрепили наиболее удобные для подъёма участки горы завалами из брёвен, приготовили по краям плато груды камней, которые собирались обрушить на штурмующих, и выставили часовых по всему периметру, чтобы не допустить неожиданного нападения.
Письмо наместника Кавказа и главнокомандующего кавказской армией генерала от инфантерии А. И. Барятинского жителям Дагестана 24 августа 1859 г.:

Вся Чечня и Дагестан ныне покорились державе российского императора, и только один Шамиль лично упорствует в сопротивлении великому государю. …Я требую, чтобы Шамиль неотлагательно положил оружие. Если он исполнит мое требование, то я именем августейшего государя торжественно объявляю ему, со всеми находящимися при нём теперь в Гунибе, полное прощение и дозволение ему с семейством ехать в Мекку, с тем, чтобы он и сыновья его дали письменные обязательства жить там безвыездно, равно как и те из приближенных лиц, которых он пожелает взять с собой. Путевые издержки и доставление его на место будут вполне обеспечены русским правительством… Если же Шамиль до вечера завтрашнего дня не воспользуется великодушным решением Императора Всероссийского, то все бедственные последствия его личного упорства падут на его голову и лишат его навсегда объявленных ему мною милостей.— приводится по тексту публикации: З. Гаджиев «Шамиль. История одного обмана».

### Расстановка сил к началу осады

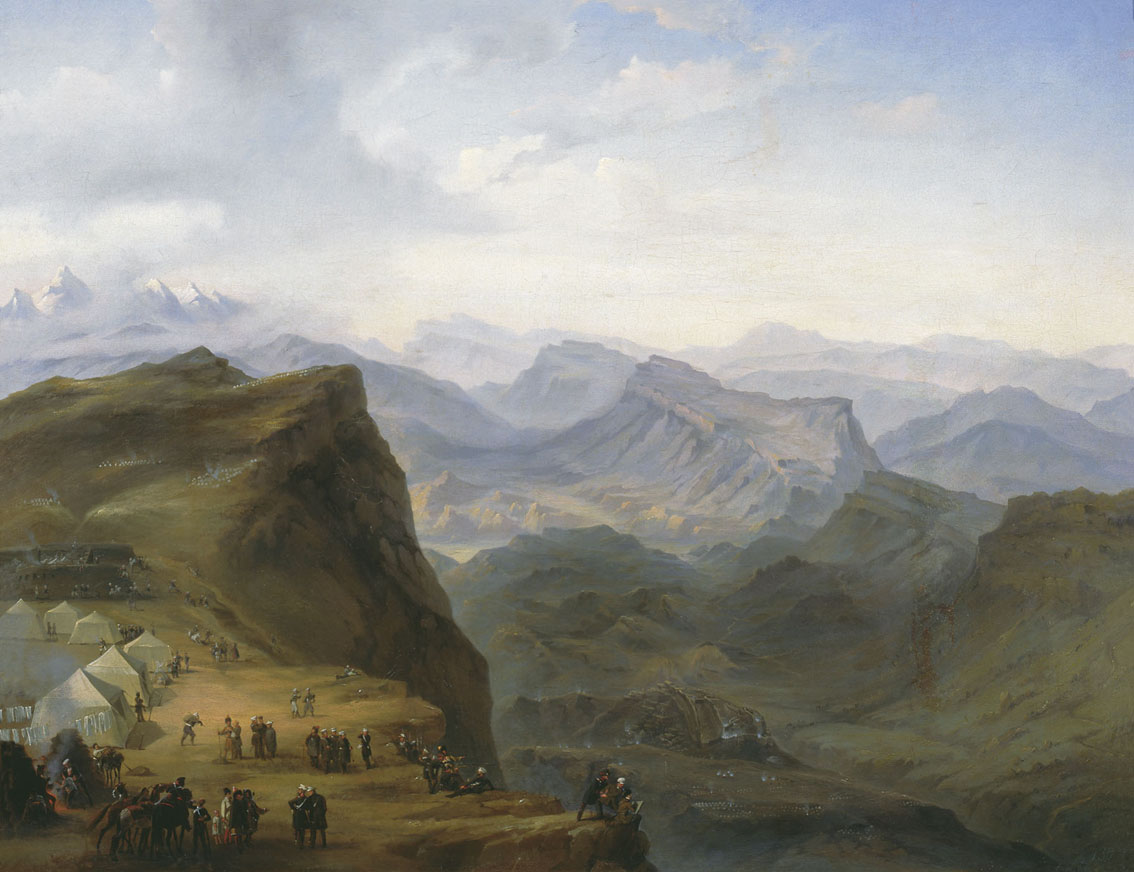
И. Ф. Александровский «Русский лагерь под Гунибом» (1895)

#### Состав и численность сторон
Периметр вершины горного плато достигал 20 км, для обороны которого у Шамиля было не больше 400 человек с 4 пушками. Среди защитников Гуниба были жители села, преданные Шамилю мюриды из других областей, а также некоторое число дезертиров из русской армии, составлявших, в основном, штат артиллерии.
Окружение Гуниба Кавказской армией началось 9 августа. Прибывавшие войска занимали позиции у подошвы плато и постепенно смыкали кольцо с тем расчётом, чтобы артиллерийский огонь осаждённых не мог достать их позиций. К 18 августа состав осаждающих был следующим:
- 16 батальонов пехоты
- 1 сапёрная рота
- 1 кавалерийский драгунский Северский полк
- 13 сотен казаков и милиции
- 18 орудий

Общая численность частей Кавказской армии под Гунибом достигала 16 тыс. человек.

#### Исходные позиции

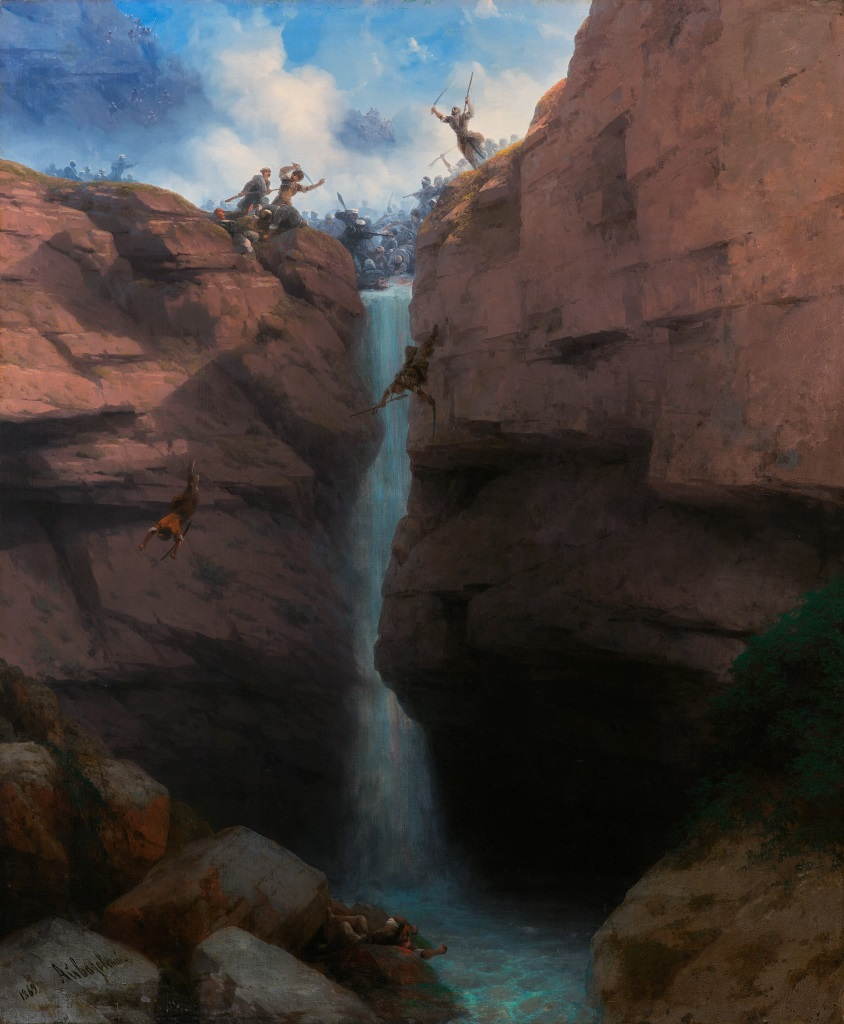
Айвазовский И. К.: «Стычка ширванцев с мюридами на Гунибе» (1869)

Кавказская армия взяла гору в плотное кольцо. Общий резерв и ставка главнокомандующего находились восточнее Гуниба, в Кегерском ущелье. Главнокомандующий, генерал Барятинский, прибыл к Гунибу 18 августа. Расположение блокирующих войск (по сторонам горы) к этому времени было следующим:
Отряд полковника Кононовича (восток): 

1 батальон Самурского полка,
 5 сотен Дагестанского Конно-иррегулярного полка
Отряд генерал-майора Тархан-Моуравова (север — северо-восток): 

1 батальон Грузинского гренадерского полка,
1 батальон Самурского полка
Отряд полковника Радецкого (запад): 

2 батальона Дагестанского полка,
 стрелковый 18-й батальон
Отряд полковника Тергукасова (юг): 

2 батальона Апшеронского полка, 
 1 батальон Самурского полка, 
 стрелковый 21-й батальон
Резерв (Кегерское ущелье): 

2 батальона лейб-гренадерского Эриванского полка,
 4 батальона Ширванского полка,
 1 рота сапёров,
 драгунский Северский полк
Защитники Гуниба расставили посты по периметру вершины горы на наиболее опасных участках. Основные же силы с одним орудием заняли оборону в верхней части восточного склона у тропы, ведущей вниз. Здесь же находился командный пункт Шамиля.

### Переговоры о капитуляции Шамиля
По завершении окружения Гуниба командованием Кавказской армии предпринимались попытки путём переговоров склонить Шамиля к сдаче. Первой причиной к тому было желание избежать кровопролития в бою, исход которого был предопределён самой расстановкой сил. Вторая причина была в том (как заметил французский посол Наполеон Огюст Ланн, герцог Монтебелло), что героически погибший в бою Шамиль сделал бы вакантным место вождя Кавказа, напротив же — Шамиль пленённый сохранил бы это место за собой, но был бы уже не опасен. Переговоры, однако, ни к чему не привели и Барятинский не без оснований полагал, что Шамиль ведёт их исключительно с целью выиграть время до осенних холодов, когда лишившаяся припасов русская армия вынуждена будет снять блокаду. Путей к мирной развязке событий практически не оставалось.

### Осада
Осадные работы вокруг Гуниба были начаты 23 августа под руководством генерала Э. Ф. Кесслера. Устраивались позиции для артиллерии и пехоты, готовились лестницы и верёвки для передовых штурмовых команд. По всей окружности горы разыскивались и при возможности занимались места, наиболее благоприятные для подъёма на гору. В расположении блокирующих войск были сделаны изменения. Из резерва выдвинулись вперёд все четыре батальона Ширванского полка; два из них ещё в ночь с 22 на 23 августа выдвинулись и закрепились на восточном склоне Гуниба; два других, а также 5 сотен Дагестанского конно-иррегулярного полка переместились на северное направление. Общее расположение войск к 23 августа было следующим:
Отряд полковника Кононовича (восток): 

1-й, 2-й батальоны Ширванского полка
Отряд генерал-майора Тархан-Моуравова (север — северо-восток): 

3-й, 4-й батальоны Ширванского полка,
 2-й батальон Грузинского гренадерского полка,
 1-й батальон Самурского полка,
 5 сотен Дагестанского Конно-иррегулярного полка,
 2 сотни даргинской конной милиции
Отряд полковника Радецкого (запад): 

2-й и сводно-стрелковый батальоны Дагестанского полка,
 18-й стрелковый батальон
Отряд полковника Тергукасова (юг): 

1-й, 4-й батальоны Апшеронского полка, 
 4-й, 5-й батальоны Самурского полка, 
 21-й стрелковый батальон
Резерв (Кегерское ущелье): 

2 батальона лейб-гренадерского Эриванского полка,
 1 рота сапёров,
 1 драгунский Северский полк

### Штурм

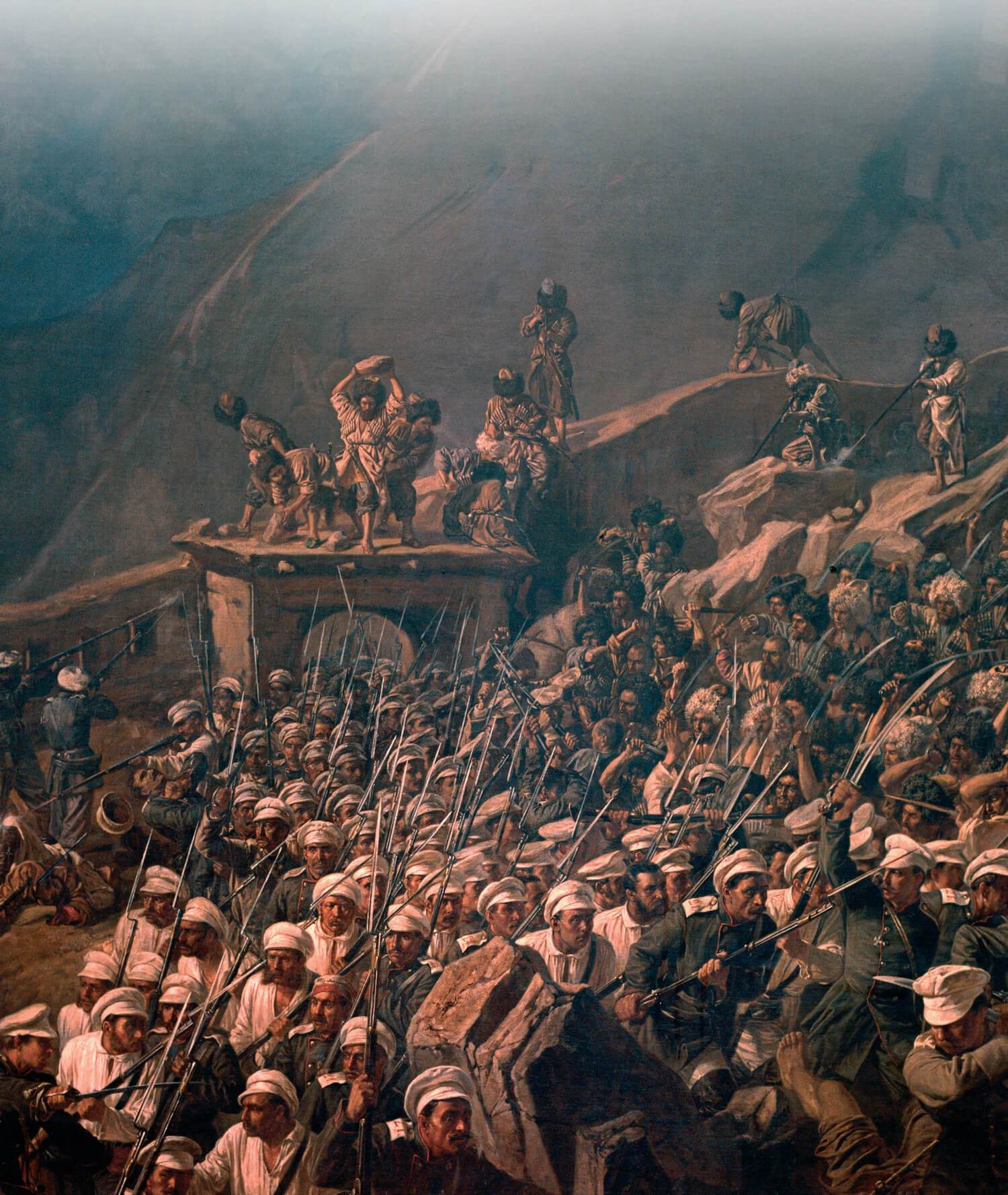
Пётр Грузинский:«Взятие Гуниба на Кавказе в 1859 году».

24 августа 1859 год. Имам Шамиль провёл ночь на нижнем завале, расположенном на восточном скате горы Гуниб. Завал этот охранялся отрядом всего из 40 мюридов-мухаджиров, который возглавлял Таймас Губденский. Едва перед рассветом имам уехал в Верхний Гуниб, как на этот завал устремился русский отряд, поднявшийся с восточной стороны горы. Встретив его несколькими выстрелами на своих пушек, которые затем были сброшены в кручу, Шамиль с 5 мюридами поспешно отступил в аул, опасаясь быть отрезанным от него другой русской колонной, показавшейся в это время с севера. После горячей перестрелки мухаджиры также оставили завал, но их путь к аулу уже был преграждён отрядом, поднявшимся с юга. Будучи окружены таким образом, Таймаз и его люди выхватили тогда кинжалы и шашки и кинулись на русских. Завязалась отчаянная рукопашная свалка, в которой пали все мухаджиры, среди которых был и сам Таймас.
Пало тогда и не меньшее число русских, А. И. Барятинский, писал: «В этой схватке мы потеряли около 100 человек, почти исключительно изрубленных шашками и кинжалами». Хаджи Али Чохский по этому поводу добавляет: «… никто из них не успел пробраться в селение к Шамилю. Это были самые храбрейшие. Если бы эти мюриды успели достигнуть селения, то ещё дня три продолжилась бы осада селения Гуниб…».
Перед рассветом 25 августа на южном направлении передовая группа Апшеронского полка в количестве 130 человек поднялась на вершину горы. Осаждённые заметили их тогда только, когда апшеронцам оставалось преодолеть последний скальный уступ. Завязалась перестрелка, но штурмовая команда поднялась на верхнюю площадку, и вскоре сторожевой пост осаждённых оказался окружён. 7 его защитников погибли в бою (среди них оказались три женщины), а 10 были взяты в плен. Произошло это около 6 часов. Через некоторое время на вершине были уже несколько рот наступавших, которые двинулись к селению Гуниб. Практически одновременно с апшеронцами по восточной отвесной стене поднялись на вершину и закрепились на окраине аула части 84 Ширванского пехотного полка.
Сторожевые посты осаждённых по всей горе, узнавая о прорыве и опасаясь быть отрезанными от основных сил, начинали отходить к аулу. Те, что оказались отрезанными от своих, пытались скрыться в пещерах вдоль протекающего через Гуниб ручья. Отступил к селению и отряд под командованием Шамиля, защищавший восточный пологий склон. В это время и на северный обрыв горы поднялись передовые части Грузинского гренадерского и Дагестанского конно-иррегулярного полков.
Защитники Гуниба заняли позиции за завалами в самом селении, на приступ которого шли батальоны Ширванского полка, которых поддерживали занесённые на скалы 4 орудия. Бои на окраинах селения стали наиболее ожесточёнными. Здесь полегла большая часть сторонников Шамиля, и здесь же Кавказская армия понесла самые серьёзные потери за всё время штурма.
К полудню практически вся гора была в руках штурмующих. Исключение составляли несколько построек в самом ауле, где укрылись Шамиль и 40 оставшихся в живых мюридов.

На горе продолжалась перестрелка в лесистых склонах, холмах около аула, в пещерах и оврагах. Некоторые мюриды скрылись в скалах и их везде пытаются найти.
Подойдя к аулу от которого отделены глубоким оврагом Шамиль там! Останавливаемся на лесистом холме. В аул брошено несколько бомб и кругом стоят на всех холмах и во всех оврагах 8. 000 войска. За нами в лесу стоит цепь, потому что мюриды ещё рыскают и скрываются по пещерам.— «Частное письмо о взятии Шамиля».
Предвидя окончание штурма на Гуниб поднялись генерал Барятинский и другие военачальники. К Шамилю, по его просьбе был направлен И. Д. Лазарев предложением прекратить сопротивление. Шамиль, после диалога с Лазаревым сдался и отправился вверх на гору.

 …к Шамилю прибыли вдруг посланники салдара с предложением заключить мир и обещанием пощады. Имам хотел было отказаться от предложенного, да попросили женщины и дети. Ради них только он и смягчился

### Пленение Шамиля

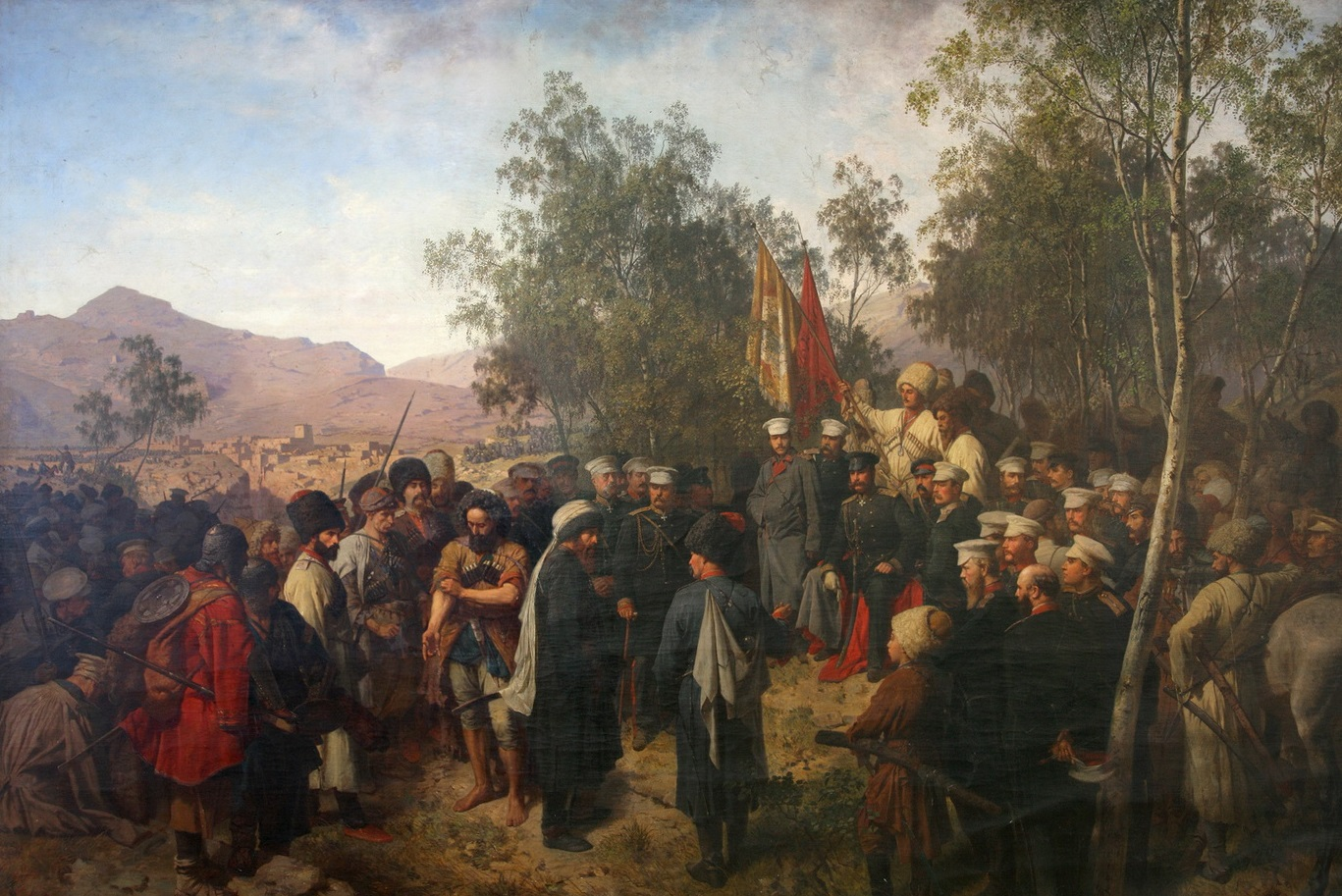
Теодор Горшельт, 1863 год, «Пленный Шамиль перед главнокомандующим князем А. И. Барятинским 25 августа 1859 года»

Около 4—5 часов пополудни Шамиль, во главе конного отряда из 40—50 вооружённых мюридов выехал из аула и направился вверх на гору, к берёзовой роще, где его ожидал Барятинский со своей свитой. Путь Шамиля сопровождали крики «ура» русских войск. Недалеко от того места, где находился главнокомандующий, мюридов оттеснили от имама и дальше тот проследовал пешком в сопровождении одного мюрида Юнуса и полковника Лазарева. Сам имам был вооружён кинжалом, шашкой и двумя пистолетами.
Свидетелем пленения Шамиля был Гаджи-Али из Чоха, служивший при Шамиле мирзой (секретарём). Момент принятия Шамилем решения о сдаче, Гаджи — Али описывает следующим образом:

Мы сказали Шамилю, что главнокомандующий просит его, чтобы он пришел, и что не будет никакой измены. Но Шамиль уже приготовился защищаться, положив перед собой шашку и заткнув полы за пояс. Он решился умереть, а потому отвечал нам: «Вы должны сражаться, а не говорить мне, чтобы я шел к главнокомандующему! Я хочу сражаться и умереть в этот день». Кази-Мухаммад же сказал Шамилю: «Я не хочу сражаться, я выйду к русским; а ты, если хочешь, то дерись!» Шамиль очень рассердился; даже женщины, которые находились в мечети с оружием в руках, стали стыдить и ругать Кази-Мухаммада за его трусость, а некоторые проклинали его. В таком положении мы оставались до четырёх часов. Затем, Шамиль, видя измену сына, согласился идти к главнокомандующему. Мы все обрадовались. Одев Шамиля, мы посадили его на лошадь, причём он, обратясь к детям своим, сказал им: «Будьте покойны теперь, Кази-Мухаммад и Мухамад-Шафи! Вы начали портить дела мои и докончили их трусостью». Шамиль выехал из селения в сопровождении пеших мюридов. Увидев его, все войска, которые находились вокруг селения, закричали: «Ура!».— Сказание очевидца о Шамиле. Махачкала. 1990 г.
По другим источникам, Гаджи-Али из Чоха не мог быть свидетелем этих событий.
Дагестанские хронисты Кавказкой войны, современники событий на Гунибе, единогласны во мнении, что имам Шамиль отправился на встречу с Барятинским для переговоров, в ходе которых был обманом пленён.

 Шамиль, таким образом, принял предложение о мире. Условием сдачи имама было при этом то, что враги оставят его самого и его семью в стране ислама, [то есть в Дагестане]; отметим, что на Гунибе мучениками за веру пало к тому времени уже большое количество благородных, набожных, людей — и мужчин, и женщин. После того, однако, как повелитель правоверных Шамиль оказался в руках у многобожников, их проклятый салдар допустил вероломный обман. Изменив уговору, он отправил Шамиля вместе с его семьёй в Петербург..
Участник событий на Гунибе, военный историк, полковник Зиссерман пишет, что Шамиль пытался договориться о том, чтобы ему позволили остаться в Дагестане, при условии что он будет жить мирно. На что генерал Барятинский ответил, что тот взят силою оружия и условий никаких просить не может. По сведениям из воспоминаний полковника Лазарева, Шамиль, после провозглашения его пленным, изменился в лице и прямо обвинил полковника в обмане. Дошло до того, что полковник готов был сбросить Шамиля в кручу, в случае его нападения на него, но «все кончилось миром».
Очевидцем сдачи Шамиля был живописец Теодор Горшельт, написавший об этом картину. Горшельт изобразил как Барятинский встречал Шамиля, сидя на камне, в окружении своих подчинённых и горцев из числа присягнувших на верность России. Командующий упрекнул Шамиля в том, что тот не принял предложений о сдаче ещё до штурма. Имам ответил, что во имя своей цели и своих приверженцев должен был сдаться тогда только, когда не останется никакой надежды на успех. Барятинский подтвердил свои прежние гарантии безопасности самому Шамилю и членам его семьи. Также, он сообщил, что Шамилю придётся отправиться в Петербург для ожидания дальнейшего решения императора о его судьбе. Вся беседа длилась не более нескольких минут. Вслед за этим Шамиль был сопровождён в военный лагерь на Кегерских высотах, откуда вскоре должен был отправиться вглубь России.
На месте пленения Шамиля была построена ротонда, которую называли беседкой Барятинского. Памятная доска на ней гласила: «На сем камне восседал Генерал-Фельдмаршал Князь Барятинский, принимая пленного Шамиля в 1859 году 25 августа». До февральской революции строение украшал двуглавый орёл. В 1995 году беседку взорвали неизвестные лица, памятная доска была уничтожена. На восстановленной беседке двуглавый орёл с доской отсутствуют. Сегодня беседку Барятинского чаще называют беседкой Шамиля.
40 человек сдались вместе с ним или были взяты в плен во время боя. Из 30 русских солдат Шамиля 8 были взяты в плен и обезглавлены империей, как «изменники» православия, самодержавия и своей народности.

## Итоги и последствия

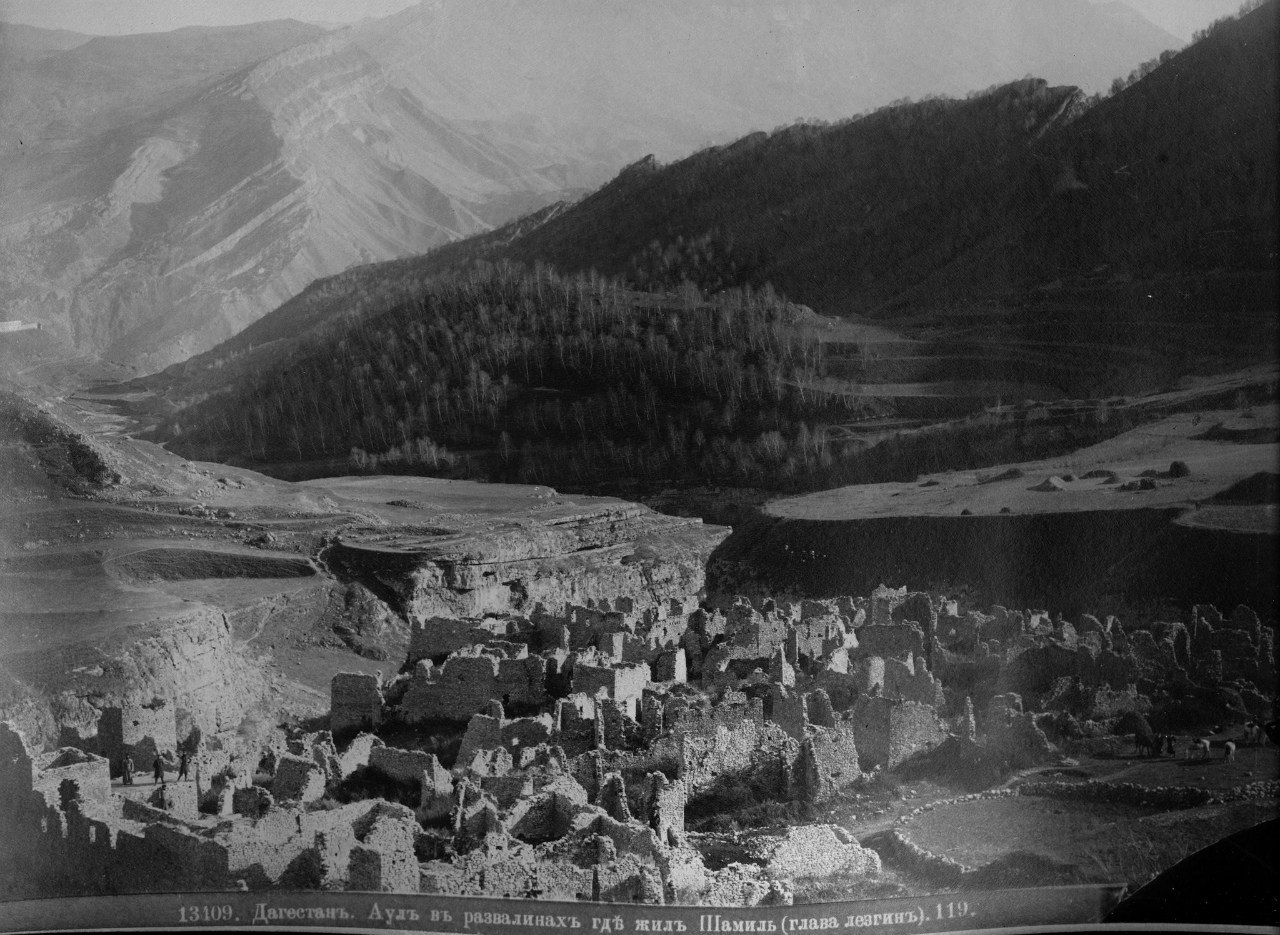
Гуниб в развалинах. Дагеротип XIX века.

### Потери сторон
Потери русской армии во время штурма по официальным данным:
- убитыми — 19 нижних чинов, 2 милиционера;
- ранеными — 7 офицеров, 114 нижних чинов, 7 милиционеров;
- контуженными — 2 офицера, 19 нижних чинов.

Другие данные: 9 офицеров 171 нижних чинов убитыми.
Наполеон Огюст Ланн, ссылаясь на частные беседы с русскими офицерами, говорил о потерях в 600 человек.
Потери защитников Гуниба — 360 убитых. 40—50 человек сдались вместе с Шамилем или были взяты в плен во время боя. Из 30 русских мюридов 8 удалось взять живыми.

### Награды
Особо отличившиеся при штурме 1-й батальон Апшеронского пехотного полка получил георгиевское знамя с надписью «За отличие при взятии Гуниба 25 августа 1859 года», а 3-й и 4-й батальоны Ширванского пехотного полка — георгиевские знамёна с надписями «За штурм Гуниб-Дага 25 августа 1859 года».
А. И. Барятинский получил чин генерал-фельдмаршала и был награждён орденами Святого Георгия II класса за кавказскую кампанию 1859 года (см. Кавалеры ордена Святого Георгия II класса) и Святого Андрея Первозванного за взятие Гуниба.

### Ситуация на северо-восточном Кавказе после пленения Шамиля
26 августа на Кегерских высотах были проведены благодарственный молебен и смотр войск. В тот же день Барятинским был отдан немногословный приказ по армии: «Шамиль взят. Поздравляю Кавказскую армию!».
Пленение Шамиля нанесло решающий удар по мюридизму и положило конец организованному сопротивлению на северо-восточном Кавказе (разрозненные восстания происходили и в последующие годы), а также способствовало скорейшему завершению войны и на северо-западном направлении.

## В культуре и искусстве
- Художник баталист Готфрид Виллевальде написал серию картин, посвящённых взятию Гуниба: «Шамиль на Гунибе», «Сдача Шамиля», «Охотники Ширванского полка на Гунибе»[34].
- Теодор Горшельт написал картины «Пленный Шамиль перед главнокомандующим князем Барятинским 25 августа 1859 года» и «Штурм аула Гуниб 25 августа 1859 года».
- В 1886 году Франц Рубо написал картину «Взятие аула Гуниб и пленение Шамиля 25 августа 1859 года».
- Пётр Грузинский написал серию картин на военную тематику, одна из картин «Взятие Гуниба на Кавказе в 1859 г.»
- Магомед-Бек Аварский — поэт, участник Кавказской войны в своей поэме «Пленение Шамиля» повествует о событиях в Гунибе[35].
- Событиям операции посвящена песня Тимура Муцураева «Гуниб».
- В полковой песне[36] 84-го Ширванского пехотного полка описываются события, связанные с взятием Гуниба:

Приветствуем с благоговеньем

Трофеи славы боевой.

С их Царственным благословеньем

За штурм, за подвиг громовой.

Развейтесь над полком, с любовью,

Геройством, мужеством полка

Добытые Ширванской кровью

На славном штурме, знамёна.

О полк блистательный, недаром

Награда Царская тебе:

Шамиль в плену — одним ударом

Ты положил конец борьбе.

Была пора — на штурм кровавый

Стекались все полки Царя.

Их вёл Наместник величавый,

Отвагой всех животворя.

В Чечне и Салатау грянул

Победный, непрерывный гром.

От Евдокимова отпрянул

Шамиль, охваченный кругом.

Уж пал от громовой осады

Его Веден и час настал —

К Гунибу двинулись отряды

От Каспия и Закатал.

Уж враг от Садретле отброшен,

Сдались Уму-Кала и Риб,

Цвет лучший мюридизма скошен,

Но старец мощный не погиб.

С Гуниба он перуны мечет

И наш воинственный Кавказ

Ему с восторгом рукоплещет.

Грохочет он, в последний раз.

С полуночи Орёл Державный

Поднимется под облака, —

Заутра штурм. О, подвиг славный

Победоносного полка.

Раздайся наш привет священный,

Чтоб дрогнула Гуниб-гора:

Да здравствует благословенный

Ширванский полк, — ура, — ура…

Маститый полк, тебе и слава.

Твой труд и кровь не лились зря.

И впредь Ширванец будет свято

Служить, чтоб радовать Царя.

Петром был создан полк Ширванский,

Его история громка.

Он службой верною, бесстрашной

Упрочил славу навсегда…